# Gregor II. (Papst)

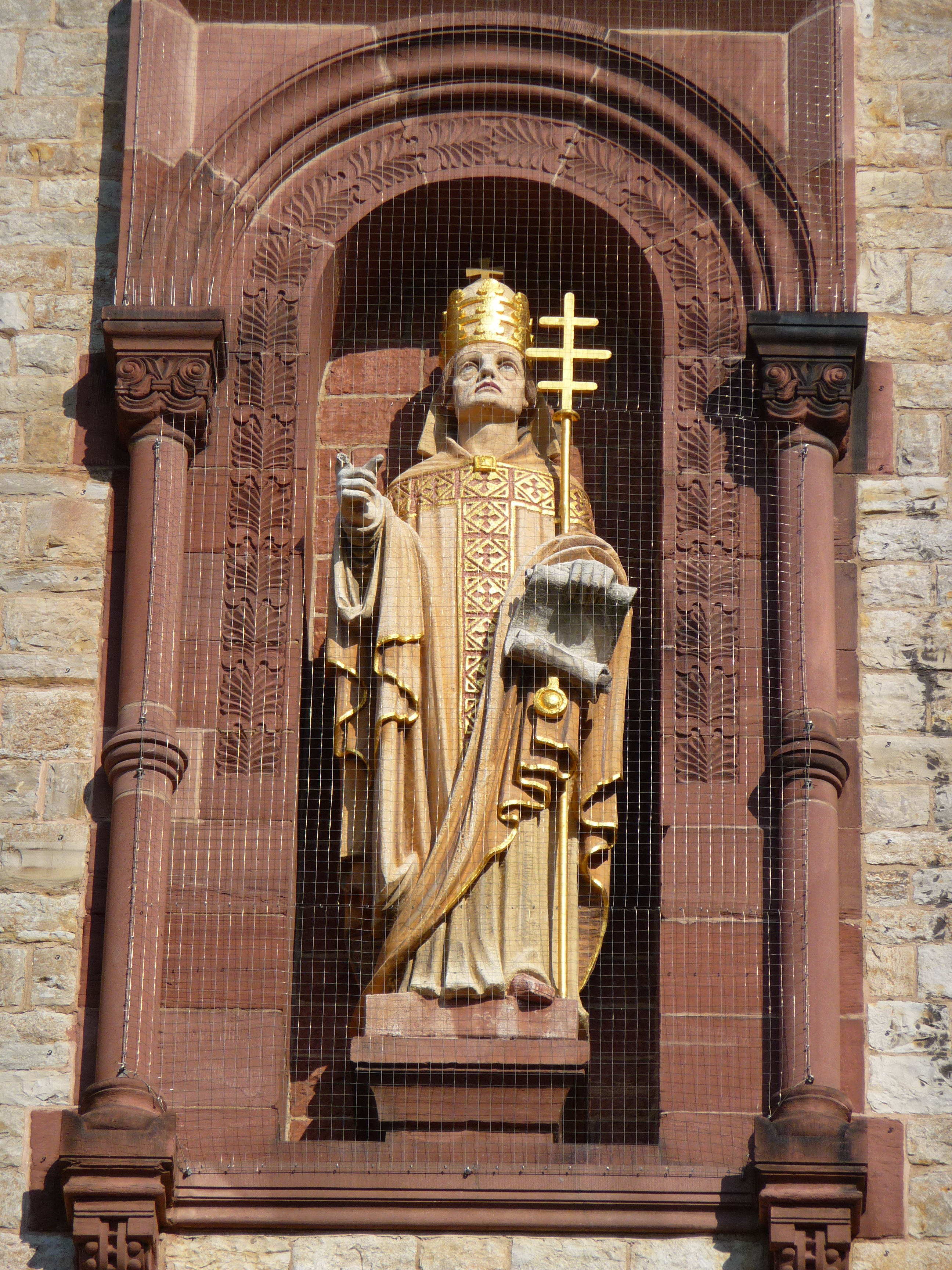
Statue Gregors II. an der Fassade von St. Bonifatius, Heidelberg

Gregor II. († 11. Februar 731 in Rom) war Papst von 715 bis 731.
Gregor wurde wahrscheinlich in Rom geboren. Er war der Sohn des Marcellus, seine Mutter hieß Honesta. Er absolvierte eine Karriere in der kirchlichen Verwaltung und wurde unter Papst Sergius I. päpstlicher Bibliothekar. Am 19. Mai 715 wurde er Papst.
Er unterhielt weitgespannte Kontakte, so nördlich der Alpen nach Bayern, zu den Langobarden in Italien und nach Aquitanien. Gregor erteilte dem Angelsachsen Wynfreth am 15. Mai 719 die Missionsvollmacht für die rechtsrheinischen Gebiete und gab ihm den neuen Namen Bonifatius. Nachdem Bonifatius in Thüringen und Hessen missioniert hatte, ernannte Gregor ihn zum Bischof ohne festen Amtsbereich. Bonifatius stand zudem mehrfach in brieflichem Kontakt mit Gregor. Der Papst betonte zudem in einem Schreiben an Karl Martell, das er Bonifatius mitgab, die guten Beziehungen zwischen Rom und den Franken.
Mit Konstantinopel gab es in dieser Zeit starke Auseinandersetzungen wegen hoher Steuerforderungen des Kaisers. Während die ältere Forschung den Bruch mit dem östlichen Reich vor allem auf den Konflikt im sogenannten Bilderstreit zurückführte, wird dies in der neueren Forschung wesentlich revidiert und vielmehr die Steuerfrage als entscheidend angesehen. Trotzdem unterstützte Gregor den Exarchen Eutychius bei der Niederwerfung des Usurpators Tiberios Petasius, der sich in Tuszien zum Gegenkaiser ausgerufen hatte. Im Konflikt mit den Langobarden, die sich sogar mit Eutychius verbündeten, kam es durch Gregors Eingreifen 729 zu einer Versöhnung.
Am 11. Februar 731 starb Gregor in Rom. Er wird als Heiliger verehrt. Sein liturgischer Gedenktag ist im Martyrologium Romanum der 13. Februar.